# Miranda do Corvo (freguesia)
Miranda do Corvo is een plaats (freguesia) in de Portugese gemeente Miranda do Corvo en telt 7140 inwoners (2001).